# Uduba lakroa
Uduba lakroa is een spinnensoort uit de familie Udubidae. De soort komt voor in Madagaskar.